# Centrale géothermique de Svartsengi
La centrale géothermique de Svartsengi est une centrale géothermique détenue et opérée par HS Orka. Elle est située sur la Reykjanesskagi, dans le sud-ouest de l'Islande près de la ville de Grindavík, sur le Svartsengi dont elle tire son nom. Cette centrale est la première au monde à utiliser une géothermie de haute température pour la cogénération. Elle produit à la fois 76,5 MW d'électricité et 150 MW d'énergie thermique pour le chauffage (soit 475 L s−1 d'eau à 90 °C). L'eau refroidie à un peu moins de 40 °C est ensuite relâchée dans le lagon bleu.

## Histoire
En 1969, la ville de Grindavík commença à étudier la possibilité d'une centrale géothermique dans la zone de Svartsengi, principalement destinée au chauffage urbain. En 1971 et 1972, deux forages furent effectués dans la zone. Ces forages révélèrent que la température de l'eau était très élevée (200 °C à 1 km de profondeur) et partiellement salée. Cela signifiait que l'eau ne pouvait être utilisée directement, mais qu'un échangeur de chaleur devait être installé. Hormis ces problèmes, les études furent positives et la compagnie Hitaveita Suðurnesja fut fondée en 1974 pour gérer la construction et l'exploitation d'une centrale dans cette zone.
Mais le début de la construction intervient dans les débuts du premier choc pétrolier, alors que la majorité des Islandais se chauffent encore au pétrole. La transition vers le chauffage géothermique est alors hautement désirable. Ceci précipite donc le développement de la centrale. La première centrale, mise en service en 1977, devait ainsi abriter deux échangeurs de chaleur de 37 L s−1 chacun, mais il fut décidé d'en installer 4, créant des problèmes d'espace. Deux turbines de 1 MW chacune furent aussi installées.

## Expansion progressive
Un deuxième bâtiment fut construit en 1981, ajoutant une capacité de 225 L s−1 d'eau chaude, et un autre bâtiment contenant une turbine de 6 MW. En 1989, trois turbines de 1,2 MW furent installées dans un quatrième bâtiment, récupérant l'excédent de vapeur des autres bâtiments, puis quatre autres 4 ans après. La plus grosse augmentation eut lieu en 1995, avec la construction d'un cinquième bâtiment contenant une turbine de 30 MW et un nouvel échangeur de chaleur. De plus, l'installation du bâtiment 1 fut rénovée. Enfin, 30 MW d'électricité furent rajoutés avec une nouvelle turbine dans un sixième bâtiment.